# Яндекс Панорамы
Яндекс Панорамы — служба, позволяющая смотреть панорамы улиц городов России, Украины, Белоруссии, Армении, Казахстана, Узбекистана, Сербии, Непала (площадь Дурбар), Кыргызстана, Турции. Представляет собой расширение возможностей Яндекс.Карт.
Служба была запущена 10 сентября 2009 года, и первое время в нём были представлены только панорамы улиц Москвы. Со временем сервис развивался, и стали появляться и другие крупные города России, а также Украины, Белоруссии, Казахстана. Осенью 2011 года появились города Турции.
Дают возможность просматривать трёхмерные виды улиц, интерьеров зданий и панорамы городов с высоты птичьего полёта.
Главной особенностью панорам улиц Яндекса является качество изображений: панорамы снимают на фотокамеры и только в хорошую погоду весной, летом, осенью. Лишь в редких случаях (например, панорамы ) их снимают зимой.

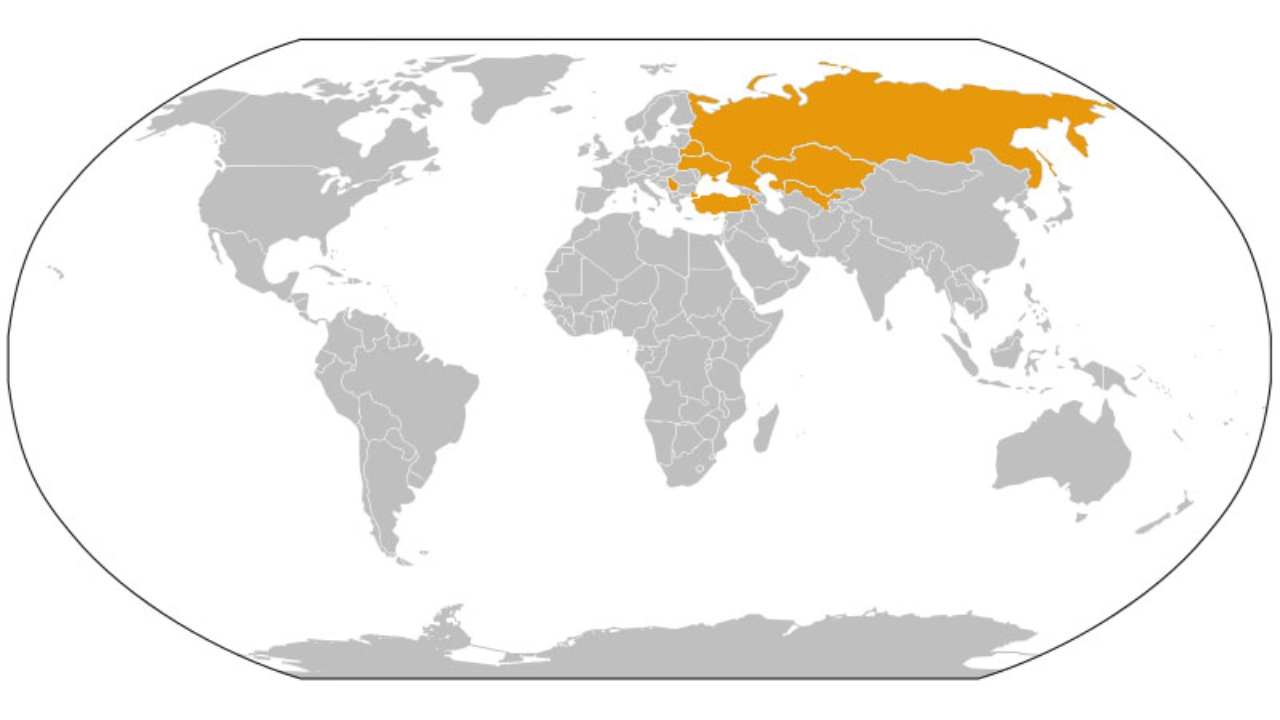
Охват стран Панорамами Яндекса

В 2014 году сервис покрывал 264 города России, 46 городов Украины, 6 городов Белоруссии, 24 городов Казахстана, 3 городов Сербии, 7 городов Узбекистана (Ташкент, Самарканд, Бухара, Шахрисабз, Ходжейли, Халкабад, Хива), 1 город Армении (Ереван), 10 провинций Турции (Анкара, Стамбул, Измир, Коджаэли, Бурса, Айдын в городах Кушадасы и Дидим, Анталья, Мугла в городах Бодрум, Мармарис и Фетхие, Афьонкарахисар и Невшехир включая национальный парк Гёреме), а также панорамы русской Арктики. Кроме того, в рамках совместного проекта с компанией Toyota были сняты панорамы Эвереста и города Лхаса.

## История

### 2009
Летом 2009 года специально для компании Яндекс компания «нек4» отсняла панорамы основных достопримечательностей города Москвы. Панорамы были обработаны, привязаны к своим координатам и размещены на новом сервисе Яндекс Панорамы 10 сентября 2009 года.

### 2010
В феврале 2010 года на сервисе появились панорамы Санкт-Петербурга и его окрестностей — это было первое расширение покрытия сервиса после первой публикации панорам. В марте того же года были опубликованы панорамы Киева. В течение года на Яндекс Панорамы были добавлены панорамы таких крупных городов, как Екатеринбург, Нижний Новгород, Чебоксары, Казань, Краснодар, Пермь, Самара, Ульяновск, Тюмень, Челябинск, Череповец, Новосибирск, Омск, Уфа, Волгоград, Вологда, Воронеж, Саратов, Мурманск, а также курортов Краснодарского края от Анапы до Сочи.

### 2011
В 2011 году сервис расширил покрытие. Помимо России и Украины с 2011 года Яндекс Панорамы появились в Белоруссии (Минске), Казахстане (Астана) и Турции (Стамбул и Анкара).
Сервисом были охвачены новые города России: Северные города, города Сибири, города Урала, города Дальнего Востока, обновляются панорамы Москвы и добавляются города Подмосковья.
Появились панорамы 11 новых городов Украины, было расширено покрытие сервиса в Киеве и представлены панорамы его городов-спутников, а также добавляется панорама Чернобыльской зоны отчуждения и города Припяти.
Впервые появились панорамы трассы между Москвой и Санкт-Петербургом.

### 2012
В 2012 году в сервисе Яндекс Панорамы появились новые проекты: панорамы с воздуха, панорамы парков, панорамы интерьеров, специально к Чемпионату Европы по футболу Евро-2012 снимались панорамы стадионов, где будут проводиться футбольные матчи.
Были добавлены панорамы Алма-Аты, Тамбова и иля Измир с городами Измир, Чешме, Урла.
25 января 2012 года были представлены панорамы Санкт-Петербурга и окрестностей с высоты птичьего полёта. Для съёмок использовались вертолёт и дирижабль. Съёмки проводились на высоте 150—200 метров. Всего было отснято 165 известных мест.

### 2013
В 2013 году сервис расширил своё покрытие в Турции. 9 апреля были добавлены панорамы иля Коджаэли с городами Измит, Башискеле, Гебзе, Гёльджюк, Дарыджа, Дериндже, Диловасы, Картепе, Карамюрсель, Кёрфез, Чайырова. 30 апреля — иля Бурса с городами Бурса, Енишехир, Инегёль и Муданья. 24 мая публикуются панорамы городов Кушадасы и Дидим в иле Айдын.

### 2014
В ноябре 2014 года нижегородский фотограф Даниил Максюков выложил серию фотографий из Яндекс Панорам; по мнению фотографа, служба от Яндекса даёт полноценную картину действительности, поскольку ни лица людей, ни номера машин в Панорамах не «замазаны» (согласно российским законам, это не обязательно): «в результате вы получаете полный эффект присутствия и можно увидеть всё свежим взглядом».
Сервис вновь расширил покрытие в Турции, добавив панорамы илей Анталья (29 мая), Мугла в городах Бодрум (12 июня), Мармарис и Фетхие, и илей Афьонкарахисар и Невшехир (18 июня).

### 2015
9 сентября 2015 года Яндекс представил панорамы восхождения на Джомолунгму (Эверест) с высоты от 5100 до 6500 метров, а также города Катманду, отснятые альпинистами Романом Реутовым и Максимом Шакировым. Также появились панорамы дачного посёлка Кратово.

### 2018
В 2018 году был снят самый старый город в России Дербент.

### 2019
Сервис заработал в Узбекистане. Первыми городами стали Ташкент, Самарканд, Бухара, Шахрисабз, Хива и Нукус. Были добавлены панорамы плато Устюрт, солончаковых пустынь на месте Аральского моря, кладбища кораблей в Муйнаке и древних городищ на берегах Амударьи. На некоторых панорамах Москвы и Подмосковья были отсняты дворы домов.

### 2024
Сервис заработал в Сербии. Первыми городами стали Белград, Нови-Сад и Ниш.

## Съёмка
В зависимости от условий снимаемой местности и потребностей для съёмки панорам используются различные технологии.

### Панорамомобиль
Панорамомобиль (или яндексмобиль) — специально оборудованный автомобиль для съёмок фото-панорам улиц. На крышу машины, оснащённой GPS, устанавливается специальное устройство с четырьмя зеркальными камерами с разрешением не менее 10 мегапикселей и широкоугольным объективом. Машина на скорости от 20 до 60 км/ч движется по намеченному маршруту, и через каждые 20—50 метров все фотокамеры одновременно делают снимки — поэтому на панорамах можно смотреть в любом направлении. При съёмке исторического центра города или узких улочек снимки делают часто (через 20—30 метров), а улицы, где нет никаких достопримечательностей, можно фотографировать через каждые 50 метров. В больших городах в обязательную программу съёмок панорам входит центр, все главные улицы, интересные места на окраинах и популярные пригороды.

### Панорамовелосипед

Панорамовелосипед

Для съёмки в пешеходных зонах был разработан специальный трёхколёсный велосипед, позволяющий осуществлять съёмку без нарушений правил дорожного движения. Это модифицированный трёхколёсный велосипед, два колеса которого, в отличие от велосипеда Google, располагаются спереди, над ними — съёмочная установка, аналогичная съёмочной установке на крыше панорамомобиля. Перед рулём установлен переносной компьютер, на котором выставляются все параметры камер и показан маршрут. Для питания всей системы на багажнике велосипеда установлен большой аккумулятор. Панорамовелосипед, предназначенный для съёмок для Яндекс Панорам был разработан компанией «нек4».
На съёмочном велосипеде были сняты горные маршруты на Принцевых островах в Турции. Такой велосипед используется для съёмок парков, пешеходных улиц, набережных и других мест, где нельзя проехать на автомобиле.

### Пешеходные съёмки панорам

Пешеходная съёмка панорам на территории Московского Кремля

Панорамный фотограф вручную переносит камеру на штативе и снимает по всем четырём сторонам. Пешеходная съёмка используется для интерьерных съёмок помещений, съёмок небольших туристических территорий, то есть там, где нельзя проехать на автомобиле или на велосипеде. Также с недавних времен используются операторы-пешеходы: на спине оператора закрепляется экшн камера с обзором в 360 градусов, оператор встает в "точке интереса" и делает снимок, который создается с помощью двух объективов и склеивающихся в одну готовую панораму. Дальше панорамы проходят модерацию, и только потом загружаются на карты.

### Панорамы с воздуха
Для съёмок панорам с воздуха (обычно 150—500 метров) используется вертолёт. Радиус обзора «воздушной» панорамы составляет от 2 до 10 километров. Из фотографий, выполненных с воздуха, получаются сферические панорамы, которые состоят из пяти фотографий и позволяют рассматривать город сверху.
В 2011 году проходили испытания съёмок панорам с дирижабля, но по техническим причинам этот проект не пошёл.
В 2013 году панорамы с птичьего полёта покрывали города Санкт-Петербург, Владимир, Осташков, Смоленск, Суздаль, Тверь, Торжок, Уфа и Юрьев-Польский. Выбирать наиболее удачные ракурсы помогали местные краеведы.

### Панорамы интерьеров зданий
В мае 2012 года были опубликованы панорамы интерьеров дворцов и соборов Санкт-Петербурга. Съёмка произведена компанией «ДЕМ-Медиа». Всего было сделано свыше 18000 панорамных снимков; каждый из них склеен из 50 фотографий.
Среди доступных интерьеров зданий:
- в Москве: Музей-квартира А. М. Горького
- в Санкт-Петербурге: виды Казанского, Петропавловского и Исаакиевского соборов и Центрального военно-морского музея, некоторых сооружений в Петергофе (среди последних — Дворец «Монплезир», Большой Петергофский дворец, Ольгин павильон, Царицын павильон и Дворец Коттедж)
- в Стамбуле: Собор Святой Софии
- Музей Савицкого в Нукусе[23]

### Съёмка с воды
Для съёмок прибрежной линии используется катер и установленный на нём съёмочный велосипед. Впервые этот метод использовался в Турции для съёмок берега Стамбула. В 2015 году появились съёмки с Москвы-реки.

### Съёмка с поезда
С поезда были произведены съёмки Кругобайкальской железной дороги в 2014 году.

## История изменений
| Дата             | Локация | Дата съёмки          |
| ---------------- | --- | -------------------- |
| 10 сентября 2009 | Россия, Москва | октябрь 2008         |
| Февраль 2010     | Россия, Санкт-Петербург                                                                                              | октябрь 2009         |
| Март 2010        | Украина, Киев | ноябрь-декабрь 2009  |
| Июль 2010        | Россия, Краснодар и окрестности                                                                                      | май 2010             |
| февраль 2014     | Россия, Сочи | ноябрь-декабрь 2013  |
| январь 2017      | Армения | октябрь 2016         |
| август 2017      | Россия, Сочи, Краснодар, Майкоп                                                                                      | май-июнь 2017        |
| Сентябрь 2018    | Россия, Обновление Ижевска, Кургана и Саратова                                                                       | лето 2018            |
| 24 ноября 2018   | Россия, Махачкала, Каспийск, Избербаш, Дербент                                                                       | октябрь 2018         |
| 20 июня 2019     | Беларусь, Обновление Минска                                                                                          | апрель-май 2019      |
| июль 2019        | Россия, Обновление Крыма и Таманского полуострова                                                                    | апрель-май 2019      |
| 23 июля 2019     | Россия, Юго-восточные города Татарстана, Орск и Новотроицк, Обновление Оренбурга                                     | май 2019             |
| 30 июля 2019     | Россия, Новомосковск и окрестности                                                                                   | июнь 2019            |
| 26 августа 2019  | Россия, Набережночелнинская (Нижнекамская) агломерация                                                               | июнь 2019            |
| 3 октября 2019   | Россия, Ленинск-Кузнецкий, Полысаево, Кемерово                                                                       | июль 2019            |
| 5 октября 2019   | Россия, Ульяновск, Димитровград                                                                                      | июль 2019            |
| 6 октября 2019   | Россия, Подмосковье+Гагарин+Север Калужской области                                                                  | июль 2019            |
| 15 октября 2019  | Россия, Ейск | июль 2019            |
| сентябрь 2019    | Россия, Калуга, Тула и окрестности                                                                                   | май 2019             |
| 24 октября 2019  | Россия, Краснодар и окрестности                                                                                      | август 2019          |
| октябрь 2019     | Россия, Чебоксары и Новочебоксарск                                                                                   | июль 2019            |
| 8 ноября 2019    | Россия, Нижний Новгород и окрестности (без Кстово)+часть Владимирской области                                        | июль 2019            |
| 11 ноября 2019   | Россия, Крупные города Приморского края                                                                              | июль 2019            |
| ноябрь 2019      | Россия, Белгород | июль 2019            |
| ноябрь 2019      | Россия, Владимир | июль 2019            |
| 18 ноября 2019   | Россия, Красноярск и окрестности                                                                                     | июль 2019            |
| 21 ноября 2019   | Россия, Воронеж, Липецк и их окрестности                                                                             | июль 2019            |
| 25 ноября 2019   | Россия, Новокузнецк, Прокопьевск и Кисилёвск                                                                         | август 2019          |
| 27 ноября 2019   | Россия, Санкт-Петербург и окрестности                                                                                | сентябрь 2019        |
| 28 ноября 2019   | Россия, КМВ (Кавказские Минеральные Воды), Карачаево-Черкесия, Кабардино-Балкария, Северная Осетия, Ингушетия, Чечня | август-сентябрь 2019 |
| 13 декабря 2019  | Города Узбекистана                                                                                                   | лето-осень 2019      |
| 16 апреля 2020   | Россия, Москва | апрель 2020          |
| май 2020         | Россия, Центр Ростовской области                                                                                     | март 2020            |
| июнь 2020        | Россия, Алексин и последние города Московской области                                                                | апрель 2020          |
| июнь 2020        | Россия, Западная часть черноморского побережья Краснодарского края                                                   | март 2020            |
| 3 декабря 2020   | Россия, Уфа и окрестности, Тумайзы, Октябрьский, Уруссу, Пермь и окрестности, Соликамск, Березники и Кунгур          | август-сентябрь 2020 |
| 4 декабря 2020   | Россия, Пенза и окрестности, Кузнецк                                                                                 | август 2020          |
| 16 декабря 2020  | Россия, Барнаул и окрестности, Бийск и Горно-Алтайск                                                                 | август 2020          |
| 18 декабря 2020  | Россия, Иркутск, Ангарск, Усолье-Сибирское, Братск                                                                   | август 2020          |
| 19 декабря 2020  | Россия, Ростов-на-Дону и его агломерация                                                                             | август 2020          |
| 23 декабря 2020  | Россия, Астрахань и окрестности                                                                                      | август 2020          |
| 24 декабря 2020  | Россия, Смоленск и область, Ржев                                                                                     | август 2020          |
| 26 декабря 2020  | Россия, Ставрополь, Михайловск и их окрестности                                                                      | август-сентябрь 2020 |
| 28 декабря 2020  | Россия, Великий Устюг и окрестности                                                                                  | декабрь 2020         |
| август 2021      | Россия, Краснодар и окрестности                                                                                      | май 2021             |
| 1 декабря 2022   | Россия, Черноморское побережье                                                                                       | сентябрь-ноябрь 2022 |
| август 2024      | Россия, Черноморское побережье, Астрахань                                                                            | май-июнь 2024        |
| 13 декабря 2024  | Города Сербии | сентябрь 2024        |